# Villar de Domingo García
Villar de Domingo García község Spanyolországban, Cuenca tartományban. Villar de Domingo García Chillarón de Cuenca, Fuentenava de Jábaga, Villas de la Ventosa, Torralba, Sotorribas, Bascuñana de San Pedro és Cuenca községekkel határos. Lakosainak száma 215 fő (2024).

## Népesség
A település népessége az utóbbi években az alábbiak szerint változott:
| Lakosok száma | 278  | 271  | 241  | 235  | 227  | 223  | 230  | 220  | 207  | 215  |
|               | 2001 | 2004 | 2006 | 2009 | 2011 | 2014 | 2016 | 2019 | 2021 | 2024 |